# Шоу 70-х
«Шоу 70-х» (англ. That '70s Show) — американский сериал, рассказывает о жизни нескольких 17-летних подростков, живущих в вымышленном городе Пойнт Плейс, штат Висконсин. Действие происходит с 1976 по 1979 годы.
Сериал дебютировал на канале FOX. Основной актёрский состав среди подростков: Тофер Грейс, Мила Кунис, Эштон Кутчер, Дэнни Мастерсон, Лора Препон и Уилмер Вальдеррама. Главных взрослых персонажей играют Дебра Джо Рапп, Кертвуд Смит и Дон Старк.
С 5 сезона серии называются в честь песен знаменитых групп 70-х — Led Zeppelin (5 сезон), The Who (6 сезон), The Rolling Stones (7 сезон) и Queen (8 сезон).

## Сюжет
Эрик Форман — обычный подросток, хороший парень, невысокий и немного неуклюжий. Он уверен в себе, остроумен и невозмутим. Его отец Ред — бывший моряк, ветеран Второй мировой и Корейских войн, воспитывает его довольно строго. Отравляет Эрику жизнь и старшая сестра Лори, которой нравится мучить брата и манипулировать родителями. Мать Эрика и Лори, Китти, — бойкая женщина среднего возраста, любительница выпить, но при этом чрезмерно заботлива с детьми.
По соседству с Форманами живёт Донна Пинсиотти, в которую Эрик влюблён с детства, и её родители, Боб и Мидж. Остальные участники тусовки: Фез, иностранный студент по обмену, который пытается понять американскую культуру, избалованная девочка Джеки Бургхат, глуповатый парень Майкл Келсо и Стивен Хайд, конспиролог, который верит, что Ксерокс захватит весь мир.
Главные герои обычно проводят время в подвале дома Эрика, думая о своей жизни, родителях и будущем, но им удается постоянно попадать в забавные ситуации и неудачи, живя своей нелегкой жизнью подростков.

## Персонажи

### Подростки
- Эрик Форман — главный герой сериала. Обычный подросток, не самый сильный и не самый умный. Именно в его подвале собираются все герои сериала. В команде играет роль голоса разума. Любит рок-музыку и фантастику, постоянно ссылается на «Звёздные Войны», сравнивая себя с Люком Скайуокером. Работал в закусочной и в супермаркете. С детства влюблён в Донну, в 5 сезоне делает ей предложение. В конце 7 сезона уезжает в Африку.
- Донна Пинсиотти — соседка и девушка Эрика. Феминистка и отличница, стремящаяся освободиться от влияния родителей. Красивее, умнее и сильнее Эрика, из-за чего друзья часто шутят, что у неё плохой вкус на парней. Работает на радио.
- Стивен Хайд — типичный бунтующий подросток, лучший друг Эрика с детства. Родился в неблагополучной семье. Пьющая мать оставила Хайда в 1 сезоне, из-за чего он переехал в дом Форманов. Работал клерком в фотосалоне до отъезда владельца салона Лео. Наиболее спокойный и уравновешенный член компании. Любитель разнообразных теорий заговора, в частности, убеждён, что за ним следит правительство, и однажды Ксерокс захватит мир. Не пользуется особым успехом у девушек. Любит подшучивать над друзьями. Активно употребляет марихуану. В 5 сезоне начал встречаться с Джеки.
- Майкл Келсо — второй лучший друг Эрика. Невероятно туп, инфантилен и наивен, постоянно принимает идиотские решения, которые выходят боком ему и его друзьям. Абсолютно не умеет учиться на своих ошибках. Лишь изредка проявляет сообразительность. В отношениях с девушками — подкаблучник. С перерывами встречался с Джеки на протяжении первых четырёх сезонов. В конце концов, сбежал со свадьбы с ней в Калифорнию, из-за чего она ушла к Хайду. Впоследствии становится полицейским.
- Джеки Буркхарт — красивая, но самовлюблённая и испорченная девушка из богатой семьи. Младше остальных членов группы. Отец Джеки — успешный адвокат, который в 5 сезоне попадает в тюрьму за финансовые махинации. Убеждена, что все ею восхищаются. Лучшая подруга Донны, хотя та и не признаёт этого. Встречалась с Келсо и Хайдом, которых, в отличие от остальных членов команды, называет по имени.
- Фез — иностранный студент по обмену. Зритель не знает ни его настоящего имени, ни из какой страны он приехал в Америку. Не очень хорошо знает английский язык и традиции, из-за чего иногда не понимает ситуацию и намёков, а его фразы порой звучат довольно двусмысленно. Сексуально озабочен, любит сладкое. Пользуется большим успехом у девушек, чем его друзья. Тем не менее в любви ему не везёт. Иногда Фез показывает свою чувствительную сторону. Был влюблён в Джеки, но она не ответила ему взаимностью. Впрочем, в восьмом сезоне они съехались, а потом начали встречаться.
- Лори Форман — красивая, но стервозная старшая сестра Эрика. Постоянно задирает брата, провоцируя его на конфликты. Любимица отца, всегда рассчитывает на его покровительство в конфликтах с братом. В 5 сезоне выходит замуж за Феза, что позволяет иностранцу остаться в стране и провоцирует у Реда сердечный приступ.

### Взрослые
- Ред Форман — отец Эрика и Лори. Строгий, но справедливый. Несмотря на суровый характер, очень любит своих детей (а также Стивена) и всегда заботится о них. На дух не переносит Боба Пинсиотти. Ветеран Второй мировой и Корейской войн, бывший морпех. Работал сначала контролёром на заводе, а потом — управляющим в супермаркете. В конце концов покупает себе магазин глушителей. В пятом сезоне Ред переживает сердечный приступ.
- Китти Форман — мать Эрика и Лори. Весёлая женщина средних лет. Крайне печётся о своих детях и Стивене. Водит давнюю дружбу с зелёным змием. Находится в натянутых отношениях со своей малоэмоциональной матерью. По профессии — медсестра.
- Боб Пинсиотти — отец Донны, давний сосед Форманов. Считает себя другом Реда, чему последний не рад. Бывший боец Национальной гвардии. В третьем сезоне разводится с матерью Донны, Мидж.
- Лео — владелец фотомагазина, в котором работал Хайд. Хиппи, страдающий провалами в памяти. В восьмом сезоне выясняется, что Лео был подающим надежды молодым человеком и героем Второй Мировой, но после войны начал употреблять марихуану и покатился.

## Актёрский состав
| Актёр              | Персонаж        | Сезоны          | Сезоны          | Сезоны          | Сезоны          | Сезоны          | Сезоны          | Сезоны          | Сезоны          |
| Актёр              | Персонаж        | 1               | 2               | 3               | 4               | 5               | 6               | 7               | 8               |
| ------------------ | --------------- | --------------- | --------------- | --------------- | --------------- | --------------- | --------------- | --------------- | --------------- |
| Тофер Грейс        | Эрик Форман     | В главных ролях | В главных ролях | В главных ролях | В главных ролях | В главных ролях | В главных ролях | В главных ролях | Камео           |
| Мила Кунис         | Джеки Буркхарт  | В главных ролях | В главных ролях | В главных ролях | В главных ролях | В главных ролях | В главных ролях | В главных ролях | В главных ролях |
| Эштон Кутчер       | Майкл Келсо     | В главных ролях | В главных ролях | В главных ролях | В главных ролях | В главных ролях | В главных ролях | В главных ролях | Периодический   |
| Дэнни Мастерсон    | Стивен Хайд     | В главных ролях | В главных ролях | В главных ролях | В главных ролях | В главных ролях | В главных ролях | В главных ролях | В главных ролях |
| Лора Препон        | Донна Пинсиотти | В главных ролях | В главных ролях | В главных ролях | В главных ролях | В главных ролях | В главных ролях | В главных ролях | В главных ролях |
| Уилмер Вальдеррама | Фез             | В главных ролях | В главных ролях | В главных ролях | В главных ролях | В главных ролях | В главных ролях | В главных ролях | В главных ролях |
| Дебра Джо Рапп     | Китти Форман    | В главных ролях | В главных ролях | В главных ролях | В главных ролях | В главных ролях | В главных ролях | В главных ролях | В главных ролях |
| Кертвуд Смит       | Ред Форман      | В главных ролях | В главных ролях | В главных ролях | В главных ролях | В главных ролях | В главных ролях | В главных ролях | В главных ролях |
| Таня Робертс       | Мидж Пинсиотти  | В главных ролях | В главных ролях | В главных ролях |                 |                 | Гость           | Гость           |                 |
| Дон Старк          | Боб Пинсиотти   | В главных ролях | В главных ролях | В главных ролях | В главных ролях | В главных ролях | В главных ролях | В главных ролях | В главных ролях |
| Лиза Робин Келли   | Лори Форман     | Периодический   | В главных ролях | В главных ролях |                 | Периодический   |                 |                 |                 |
| Кристина Мур       | Лори Форман     |                 |                 |                 |                 |                 | Периодический   |                 |                 |
| Томми Чонг         | Лео             |                 | Периодический   | Периодический   | В главных ролях |                 |                 | Периодический   | В главных ролях |
| Джош Майерс        | Рэнди Пирсон    |                 |                 |                 |                 |                 |                 |                 | В главных ролях |

## Приглашённые звёзды
- Джозеф Гордон-Левитт в роли Бади Моргана, одноклассника Эрика;
- Мелисса Джоан Харт в роли Мэри, девушки на свидании в слепую, устроенном приёмными родителями Фэза;
- Брюс Уиллис в роли Вика;
- Айзек Хейз в роли самого себя;
- Роджер Долтри в роли мистера Уилкинсона, учителя пения Фэза;
- Элисон Хэннигэн в роли Сьюзи Симпсон, подруги Келсо;
- Сет Грин в роли Митча Миллера;
- Дженна Фишер в роли Стэйси;
- Элайза Душку в роли Сары;
- Люк Уилсон в роли Кейси, брата Келсо;
- Дуэйн Джонсон в роли Роки Джонсона, отца Дуэйна Джонсона;
- Линдси Лохан в роли Дэниэль;
- Эми Адамс в роли Кэт Питерсон;
- Брук Шилдс в роли Памелы Буркхарт

## Сезоны
Единственная новинка в телесезоне 1998—1999 на канале FOX, которая не оказалась закрыта в конце сезона.
| Сезон | Сезон | Эпизоды | Вещание в эфире   | Вещание в эфире | DVD релиз        |
| Сезон | Сезон | Эпизоды | Премьера          | Финальная серия | DVD релиз        |
| ----- | ----- | ------- | ----------------- | --------------- | ---------------- |
|       | 1     | 25      | август 23, 1998   | 26 июля 1999    | октябрь 26, 2004 |
|       | 2     | 26      | сентябрь 28, 1999 | 22 мая 2000     | апрель 19, 2005  |
|       | 3     | 25      | октябрь 3, 2000   | 22 мая 2001     | ноябрь 15, 2005  |
|       | 4     | 27      | сентябрь 25, 2001 | 21 мая 2002     | май 9, 2006      |
|       | 5     | 25      | сентябрь 17, 2002 | 14 мая 2003     | октябрь 17, 2006 |
|       | 6     | 25      | октябрь 29, 2003  | 19 мая 2004     | май 8, 2007      |
|       | 7     | 25      | сентябрь 8, 2004  | 18 мая 2005     | октябрь 16, 2007 |
|       | 8     | 22      | ноябрь 2, 2005    | 18 мая 2006     | апрель 1, 2008   |